# Renārs Kaupers

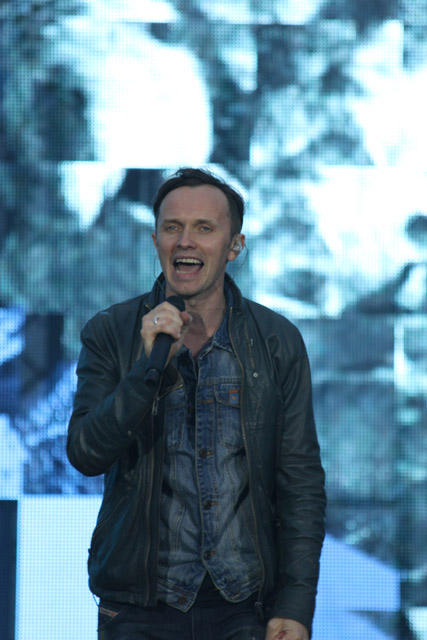
Kaupers 2015

Renārs Kaupers (* 1. September 1974 in Jelgava, Lettische SSR, Sowjetunion) ist Sänger der lettischen Pop- und Rockband Brainstorm, die 2000 mit dem Lied My Star den dritten Platz beim Eurovision Song Contest 2000 in Stockholm belegte. Beim Eurovision Song Contest 2003 in Riga stand er als Co-Moderator neben Marie N auf der Bühne. Ein weiteres Mal durfte er bei der Show zum 50-jährigen Jubiläum des Wettbewerbs im Herbst 2005 an der Seite von Katrina Leskanich die Moderation übernehmen. Im selben Jahr bekam er den Orden des weißen Sterns der Republik Estland verliehen. Im Jahr 2007 nahm er mit dem russischen Regisseur Jewgeni Grischkowez eine Cover-Version des russischen Synthie-Pop-Liedes Na sare (На заре, dt. „Im Morgengrauen“) auf.
Kaupers studierte Journalistik an der Universität von Lettland und beendete das Studium 1996 mit dem Diplom. Seine Vorfahren sind mutmaßlich Baron Friedrich von Stuart aus Kurland (1761–1843) und Immanuel Kants Nichte Henrietta Kant. Kaupers ist mit Agnese verheiratet und Vater ihrer Zwillinge Edgars und Emīls (* 1995), die 2011 die Indie-Pop-Band Carnival Youth gegründet haben, sowie ihres Sohnes Ārons (* 2011).